# Jacob Janssen
Pour les articles homonymes, voir Janssen.
Jacob Janssen, né le 22 mars 1742 à Maastricht et mort le 19 novembre 1813 à Chaam, est un homme politique néerlandais.

## Biographie
Jacob Janssen sert pendant un temps comme artilleur à la garnison de Flessingue. En 1773, après avoir obtenu un diplôme de théologie en 1768, il devient pasteur calviniste à Sint Anna ter Muiden, puis à Fort Liefkenshoek en 1776 et s'installe à Oudenbosch en 1782.
Patriote, il soutient la Révolution batave et devient vite populaire dans le Brabant. En 1796, il est élu député de Middelharnis à la première assemblée nationale batave. Unitariste, il approuve le décret établissant que la République batave est une et indivisible et vote en faveur de l'amalgame des dettes provinciales en une dette nationale. Élu député La Haye le 2 août 1797, il fait partie des 43 députés à publier une déclaration réclamant un gouvernement responsable devant l'assemblée le 12 décembre. Il participe au coup d'État du 22 janvier 1798 mais le coup du 12 juin met un terme à sa carrière. Il redevient alors pasteur à Baarle-Nassau puis à Chaam.